# نادی‌رچه
نادی‌رچه (به مجاری:  Nagyrécse) یک منطقهٔ مسکونی در مجارستان است که در زالا واقع شده‌است.